# スタンデルズ
スタンデルズ（The Standells）は、1960年代に結成されたカリフォルニア州ロサンゼルス出身のアメリカのガレージ・ロック・バンド。

## 概要
「1960年代のパンク・バンド」と呼ばれ、セックス・ピストルズやラモーンズなどのグループに影響を与えたと言われている。彼らのプロデューサー、エド・コブが書いた1966年のヒット曲「Dirty Water」をレコーディングした。(エド・コブはグロリア・ジョーンズの曲 「Tainted Love 」も書いており、ソフト・セルのヴァージョンで世界的に有名になった）。「Dirty Water」は、ボストンのいくつかのスポーツチームのアンセムであり、ボストン・レッドソックスとボストン・ブルーインズがホームで勝利するたびに演奏される。

## 経歴
スタンデルズのバンドは、リード・ヴォーカル兼キーボード奏者のラリー・タンブリン（ローレンス・アーノルド・タンブリン、1943年2月5日生まれ）ギタリスト、トニー・ヴァレンティーノ（エミリオ・ベリッシモ、1941年5月24日生まれ）ベース・ギタリストのジョディ・リッチ、ドラマーのベニー・キング（別名ヘルナンデス）によって1962年に結成された。タンブリンは以前はソロ活動をしており、1950年代後半から1960年代前半にかけて、ファロ・アンド・リンダ・レコードで「Dearest」、「Patty Ann」、「This Is The Night」、「My Bride To Be」、「Destiny」などのシングルをレコーディングしている。俳優ラス・タンブリンの弟であり、俳優アンバー・タンブリンの叔父でもある。
スタンデルズというバンド名は、ラリー・タンブリンがブッキング・エージェントの事務所に立ち働き、仕事を得ようとしたことに由来する。1962年初頭、ドラマーのベニー・キングがグループに加わり、「ザ・スタンデルズ 」としてホノルルのオアシス・クラブで初のメジャー・パフォーマンスを行った。数か月後、リッチとキングは脱退。その後、タンブリンがグループのリーダーに就任。彼とヴァレンティノは、ベース・ギタリストのゲイリー・レーン（1938年9月18日 - 2014年11月5日）と、後にウォーカー・ブラザーズのゲイリー・ウォーカーとして知られるドラマーのゲイリー・リーズを加え、スタンデルズを再結成した。その年の暮れ、バンド名は「ラリー・タンブリン＆ザ・スタンデルズ」と長くなった。1963年には 「L 」が追加され、「ラリー・タンブリン＆ザ・スタンデルズ 」として、グループはリンダ・レコードから 「You'll Be Mine Someday/Girl In My Heart 」を初レコーディングした（1964年リリース）。この年の後半、バンド名は恒久的にに「ザ・スタンデルズ」に短縮された。1964年にスタンデルズがリバティと契約した後、リーズはグループを脱退し、後任としてリード・ヴォーカル兼ドラマーのディック・ドッドが加入した。ドッドは元マウスケティアーズ で、ドッドは元マウスケティアーズで、サーフ・ロック・ソング「ミスター・モト」で知られるザ・ベル・エアーズのオリジナル・ドラマーだった、 やがてスタンデルズのヒット曲のリード・ボーカルを務めるシンガーとなった。
1964年、リバティ・レコードはスタンデルズのシングル3枚とアルバム『The Standells in Person at P.J.s』をリリース。このアルバムは後に『The Standells Live and Out of Sight』として再発された。バンドはまた、テレビ番組『マンスターズ』のエピソード 「Far Out Munsters」に本人役で出演し、「Come On and Ringo」とザ・ビートルズの 「抱きしめたい」を演奏した。1964年末にヴィージェイと契約し、1965年に2枚のシングルをリリース。その後、MGMと契約し、シングル1枚をリリース。
グループは、『ゲット・ユアセルフ・ア・カレッジ・ガール』（1964年）やカルト的名作『サンセット・ストリップの暴動』（1967年）など、1960年代の低予算映画数本に出演。スタンデルズは1963年のコニー・フランシスの映画『フォロー・ザ・ボーイズ』で付随音楽を担当し、偶然にもラリー・タンブリン（Larry Tamblyn）の弟、ラス・タンブリン（Russ Tamblyn）と共演した。1965年1月18日放送のテレビ・シチュエーション・コメディ『ビング・クロスビー・ショー』のエピソード「Bugged by the Love Bugs」で、スタンデルズは架空のロック・グループ 「Love Bugs 」の役を演じた。前述のザ・マンスターズのエピソードに本人役で出演したほか、1965年3月29日のベン・ケイシー・シリーズのエピソード 「Three 'Lil Lambs 」では、バックでインストゥルメンタルを演奏している。バンドはまた、1965年の子供向け映画『Zebra in the Kitchen』のタイトル曲も演奏した。
初期のバンドは比較的クリーンなイメージで、カバー曲だけを演奏していたという報告もある。しかし、1964年初期の写真はその考えを覆すもので、スタンデルズが長髪で写っている。P.J.のような保守的なナイトクラブで活動するために、グループのメンバーはボサボサの髪を切ることを余儀なくされた。ビートルズのように、初期のロック・グループはナイトクラブでカバー曲を中心に演奏していた。
1965年、ドッド、タンブリン、ヴァレンティノ、レーンの4人はキャピトル・レコードのレーベル、タワーと契約し、プロデューサーのエド・コブと組んだ。コブはグループの最も人気のある曲「Dirty Water」を書き、バンドはこの曲を1965年後半にレコーディングした。この曲のボストン市への言及は、コブがボストンで強盗にあった経験に負っている。この曲はまた、ボストン絞殺事件や当時の女子大生に対する寮の門限についても言及している。
「Dirty Water」は1966年6月11日にビルボード・チャートで11位、7月9日にキャッシュボックス・チャートで8位、レコード・ワールド・チャートで1位を獲得した。「Dirty Water」はWLSのプレイリストに合計17週間ランクインし、これは1960年代における同プレイリストの最多週数では「夢のカリフォルニア」に並ぶ。この曲はコブだけがクレジットされているが、バンドのメンバーであるドッド、ヴァレンティノ、タンブリンは、この曲への事実上の作曲著作権上の貢献と、アレンジへの貢献を主張している。タンブリンは、コブのヴァージョンは 「スタンダードなブルース・ソング」だったと述べ、こう付け加えた： 「私たちはこの曲を、好きなようにアレンジしていいという条件で演奏することに決めたんだ；ギター・リフを入れたり、素晴らしいヴォーカルのフレーズを入れたりしたんだ、「I'm gonna tell you a story, It's all about my town, I'm going to tell you a big fat story」と言う部分とかね、それはすべて私たちが書いたものなんだ」

評論家のリッチー・ウンターバーガーによると
「Dirty Water」は、ストーンズ風のリフ、淫らなヴォーカル、淫靡なギターとオルガンの組み合わせで、ガレージ・ロックの典型的なヒット曲となった。彼らが再びトップ40入りすることはなかったが、1966年から67年にかけて、強力で似たような曲を数多く発表しており、遅ればせながら1960年代のパンク・クラシックとして認知されている。そもそも、「ガレージ・ロック 」という言葉は彼らにとってあまり正確ではなかったかもしれない。
「Dirty Water」ロックの殿堂の「ロックンロールを形作った500曲」に選ばれている。
ドッドは1966年初めにスタンデルズを一時脱退し、のちにバッファロー・スプリングフィールドのメンバーとなるデューイ・マーティンが後任となった。数ヵ月後、「Dirty Water」がチャートを上昇し始めた頃、ドッドはグループに復帰した。バンドは1966年4月、初のフル・スタジオ・アルバム『Dirty Water』のために追加曲をレコーディングした。このアルバムに収録されたもうひとつの人気曲は「Sometimes Good Guys Don't Wear White」で、後にワシントンD.C.のハードコア・バンド、マイナー・スレット、ニューヨークのパンク・バンド、ザ・クランプス、スウェーデンのガレージ・バンド、ザ・ノマッズがレコーディングした
続くスタジオ・アルバム『Why Pick on Me - Sometimes Good Guys Don't Wear White』は1966年11月にリリースされ、シングル「Why Pick on Me」はビルボード・チャート54位を記録した。ゲイリー・レーンは1966年にスタンデルズを脱退し、ベース・ギタリストのデイヴ・バークが後任となった。元ラヴのジョン・フレック（John William Fleckenstein、1946年8月2日 - 2017年10月18日、ロサンゼルス生まれ）がまもなく1967年初めにバークの後任となった。バンドはその後、サード・アルバム『The Hot Ones』をリリース！を1967年初頭にリリースした。このアルバムは、彼らがカヴァーしたポピュラー・ソングのセレクションに過ぎなかった。1967年10月にリリースされた4枚目のスタジオ・アルバム『Try It』には、同名の映画のサウンドトラックのために1967年初めにリリースされた「Riot on Sunset Strip」が収録されている。タイトル曲「Try It」は、後にオハイオ・エクスプレスやコブラ・キラーがレコーディングした。ビルボード誌はスタンデルズの次のヒット曲として「Try It」を選んだが、テキサスのラジオ王ゴードン・マクレンドンは、このレコードには性的に示唆的な歌詞があると判断し、発売を禁止した。スタンデルズは1967年、アート・リンクレターから依頼を受け、ハウス・パーティーのテレビ番組でマクレンドンと討論した。大方の予想では、マクレンドンは完敗した。だが、その頃にはほとんどのラジオ局がマクレンドンに追随し、このレコードをかけなくなっていた。このアルバムからリリースされた3枚目のシングル「Can't Help But Love You」は、スタンデルズ最後のビルボード・ホット100入りを果たし、78位を記録。
1968年、ディック・ドッドはソロ・キャリアを追求するためにバンドを脱退。その後、スタンデルズは、リトル・フィートで活躍したギタリスト、ローウェル・ジョージを含むさまざまなメンバーで活動を続けた。

## その後のバンド活動

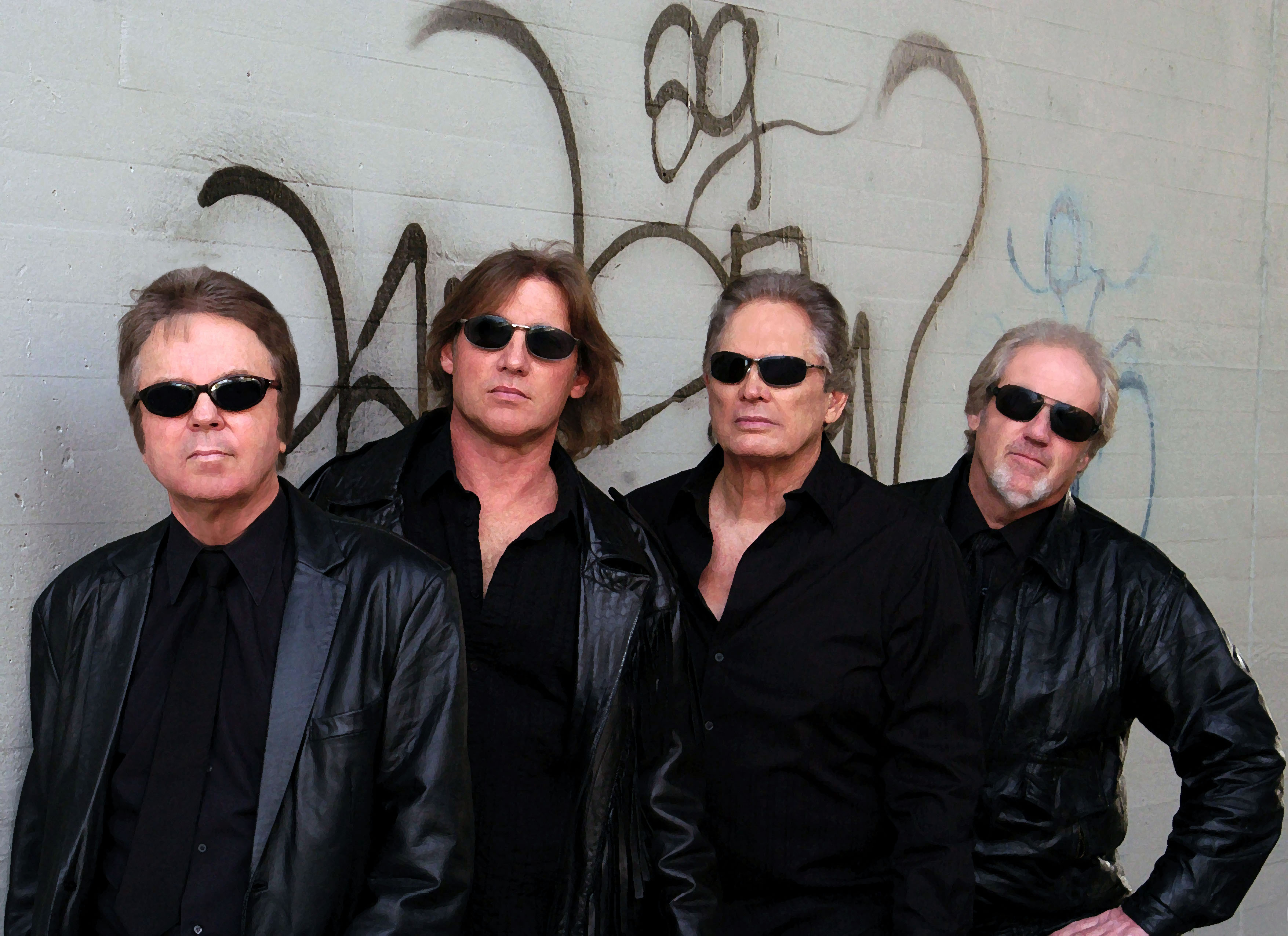
The Standells in 2014

1980年代、ドッド、タンブリン、ヴァレンティノはザ・フレッシュトーンズのライヴに何度か出演した。1984年、スタンデルズはロサンゼルスのクラブ・ランジェリー・オン・サンセットで演奏し、ネバダ州リノでカジノ・ショーを行った。1980年代後半、スタンデルズはタンブリンとヴァレンティノとともに、タンブリンが 「60's Band」を歌うインディーズ・シングルをレコーディングし、リリースした。1999年、ドッド、ヴァレンティノ、タンブリンにベース奏者のピーター・スチュアートを加えたスタンデルズは、ニューヨークで開催されたカヴェストンプ・フェスティバルに出演。タイトルが示すように、スタンデルズはマクレンドンを鼻にかけていた。2000年、ベーシストのゲイリー・レーンがスタンデルズに再加入し、ラスベガス・グラインドで演奏した。2004年から2007年にかけて、バンドはボストンの主要スポーツ・イベントに出演するために再結成を要請された。2006年、アンハイザー・ブッシュが「Dirty Water」をスポーツ関連のビールのコマーシャルに無断で使用したため、バンドは100万ドル以上を求めてアンハイザー・ブッシュを提訴した。
2009年5月、ラスベガスのキャナリーカジノ＆ホテルでのライヴの後、スタンデルズはタンブリンと元ベーシストのジョン・フレック、ギタリストのポール・ダウニング、ベテランドラマーのグレッグ・バーナムと共に再結成した。その後、ロサンゼルスのAmoeba Records、Echoplex、ウィスキー・ア・ゴーゴーに出演。2010年にはヨーロッパ・ツアーを行い、2010年6月19日にロンドンの229 The Venueで行われた初のイギリス公演を含む数カ国でパフォーマンスを行った。2010年後半、ダウニングの後任としてギタリストのアダム・マーズランドが加入。2011年、バンドは40年以上ぶりとなるニュー・アルバムのレコーディングを決定。キックスターターを通じて、スタンデルズはアルバムの制作費を集めた。マーズランドはその後まもなくグループを脱退。後任はロック・グループ、アルティカの元メンバーでシンガー／ギタリストのマーク・エイドリアンだった。2012年3月、スタンデルズはSXSWフェスティバルに出演。
2012年9月、ディック・ドッドが一時的にグループに復帰し、同月のモンタレー・サマー・オブ・ラブ 「45 Years On 」フェスティバルに出演した。2013年8月9日、GRAレコードからニューアルバム『Bump』をリリース。ドッドはアルバムには参加していない。6月、ドッドは個人的な理由で再びスタンデルズを脱退。ドッド抜きのグループは、8月9日にカリフォルニア州ロサンゼルスのサテライト・クラブ、9月28日にカリフォルニア州サンディエゴのアダムス・アベニュー・セント・フェア2013年10月5日にはルイジアナ州ニューオーリンズのポンデローサ・ストンプでヘッドライナーを務めた。
ディック・ドッドは2013年11月29日に死去。
スタンデルズは2014年4月27日から5月21日まで、大規模な全米ツアーを行った。1960年代以来の大規模な全米ツアーだった。7月5日にはイタリアのパルマでフェスティバル・ビートに出演し、2014年8月17日にはカリフォルニアに戻ってティキ・オアシスに出演した。
元バンドメンバーのゲイリー・レーン（ゲイリー・マクミラン）が2014年11月5日、肺がんのため76歳で死去。
ジョン・"フレック"・フレッケンスタインが2017年10月18日、AML白血病の合併症のため死去、彼は著名な撮影監督でもあった。
2022年10月22日、ラリー・タンブリンが執筆したスタンデルズの伝記『From Squeaky Clean to Dirty Water』がベア・マナー・メディアから出版された。2023年12月23日、ラリー・タンブリンはカリフォルニア音楽殿堂入りを果たし、兄で俳優のラス・タンブリンが紹介し、正式に殿堂入りを果たした。
2025年3月21日、リーダーでリード・ヴォーカルのラリー・タンブリンが82歳で死去。

## ボストンとの関係
「Dirty Water」にはボストンやチャールズ川が登場するが、スタンデルズはマサチューセッツ出身ではない。タワー・レコードのプロデューサー、エド・コブは、ボストンを訪れた際にチャールズ川にかかる橋で強盗に遭ったことをきっかけにこの曲を書いた。この曲がリリースされるまで、スタンデルズのメンバーは誰もボストンを訪れたことがなかった。
1997年、「Dirty Water」はレッドソックスの 「公式勝利の歌」と定められ、ボストン・レッドソックスがホームで勝利するたびに演奏される。また、1997年には、ボストン周辺の2つの音楽関連チェーン店が共同25周年を記念して、1500人以上のギタリスト、それに数人のシンガーとドラマーを集め、チャールズ川に隣接するハッチ・シェルで76分以上にわたって「Dirty Water」を演奏した。急遽、レッドソックスの招きで、スタンデルズはフェンウェイ・パークで行われた2004年のワールドシリーズ第2戦の試合前に「Dirty Water」を演奏した。バンドは2005年と2006年にもフェンウェイ・パークで演奏した。2007年には、同じくフェンウェイ・パークで行われた2007年アメリカン・リーグ・ディビジョンシリーズの第1戦で国歌斉唱を行った。
2007年、「スタンデルズが歌うDirty Water」は、マサチューセッツ州裁判所の正式な法令によって表彰された。この曲は現在、レッドソックスの試合だけでなく、ボストン・セルティックス、ボストン・ブルーインズ、ノースイースタン・ハスキーズのホッケーの試合でも演奏されている。書籍『Love That Dirty Water： The Standells and the Improbable Red Sox Victory Anthem』が出版された。
2019年4月、イングランド・プレミアリーグに所属するリバプールF.C.は、ボストン・レッドソックスと同じオーナーであるフェンウェイ・スポーツ・グループのクラブであることを理由に、ホーム戦後に「ダーティ・ウォーター」の演奏を開始した

## ディスコグラフィー

### アルバム

#### スタジオ・アルバム
| Year                                      | Album details | Peak chart positions | Peak chart positions |
| Year                                      | Album details | US                   | US C/B               |
| ----------------------------------------- | --- | -------------------- | -------------------- |
| 1966                                      | Dirty Water - Released: May 1966 - Label: Tower Records (T 5027) - Format: LP                                                | 52                   | 39                   |
| 1966                                      | Why Pick on Me — Sometimes Good Guys Don't Wear White - Released: November 1966 - Label: Tower Records (T 5044) - Format: LP | —                    | —                    |
| 1967                                      | The Hot Ones! - Released: January 1967 - Label: Tower Records (T 5049) - Format: LP                                          | —                    | —                    |
| 1967                                      | Try It - Released: October 1967 - Label: Tower Records (T 5098) - Format: LP                                                 | —                    | —                    |
| 2013                                      | Bump - Released: August 9, 2013 - Label: Global Recording Artists (GRA13234) - Format: CD                                    | —                    | —                    |
| "—" denotes a release that did not chart. | |                      |                      |

#### ライブ・アルバム
| Year | Album details |
| ---- | --- |
| 1964 | The Standells in Person at P.J.s. - Released: September 1964 - Label: Liberty Records (LRP-3384) [mono], (LST-7384) [stereo] - Format: LP |
| 1966 | "Live" and Out of Sight - Released: June 1966 - Label: Sunset Records (SUM-1136) [mono], (SUS-5136) [stereo] - Format: LP - Note: same as The Standells in Person at P.J.s. with "You Can't Do That" and "What Have I Got..." omitted, and "Shake" and "Peppermint Beatle" added |
| 2000 | Ban This! - Released: October 31, 2000 - Labels: Cavestomp! Records, Varèse Sarabande (302 066 192 2) - Format: CD - Note: 1999 live recordings |
| 2001 | The Live Ones - Released: January 27, 2015 - Labels: Sundazed Music (SEP 10-165)] - Formats: 10" EP - Note: 1966 live recordings |
| 2015 | Live on Tour - 1966 - Released: January 27, 2015 - Labels: Sundazed Music (SC-6327) [CD], (LP-5472) [LP] - Formats: CD, LP |

#### コンピレーション・アルバム
| Year | Album details |
| ---- | --- |
| 1983 | The Best of the Standells - Released: 1983 - Label: Rhino Records (RNLP 107) [LP], (RNC 70176) [cassette], (R2 70176) [CD] - Formats: LP, cassette, CD |
| 1984 | Rarities - Released: 1984 - Label: Rhino Records (RNLP 115) - Formats: LP                                                                              |
| 1998 | The Very Best of the Standells - Released: May 19, 1998 - Label: Hip-O Records (HIPD-40109) - Format: CD                                               |
| 2002 | Hot Hits & Hot Ones - Is This the Way You Get Your High? - Released: September 3, 2002 - Label: Big Beat Records (CDWIKD 114) - Format: CD             |

### シングル
| Year                                      | Title (A-side, B-side) Both sides from same album except where indicated             | Label                 | Peak chart positions | Peak chart positions | Album                                                 |
| Year                                      | Title (A-side, B-side) Both sides from same album except where indicated             | Label                 | US                   | US C/B               | Album                                                 |
| ----------------------------------------- | ------------------------------------------------------------------------------------ | --------------------- | -------------------- | -------------------- | ----------------------------------------------------- |
| 1963                                      | "You'll Be Mine Someday" (Larry Tamblyn and the Standels) b/w "The Girl in My Heart" | Linda (112)           | —                    | —                    | Non-album tracks                                      |
| 1964                                      | "The Shake" b/w "Peppermint Beatle”                                                  | Liberty (55680)       | —                    | —                    | "Live" and Out of Sight                               |
| 1964                                      | "Help Yourself" b/w "I'll Go Crazy"                                                  | Liberty (55722)       | —                    | —                    | In Person at P.J.s                                    |
| 1964                                      | "Linda Lou" b/w "So Fine                                                             | Liberty (55743)       | —                    | —                    | In Person at P.J.s                                    |
| 1965                                      | "The Boy Next Door" b/w "B.J. Quetzal                                                | Vee-Jay (VJ 643)      | 102                  | —                    | Non-album tracks                                      |
| 1965                                      | "Don't Say Goodbye" b/w "Big Boss Man"                                               | Vee-Jay (VJ 679)      | —                    | —                    | Non-album tracks                                      |
| 1965                                      | "Zebra in the Kitchen" b/w "Someday You'll Cry"                                      | MGM Records (K 13350) | —                    | —                    | Non-album tracks                                      |
| 1965                                      | "Dirty Water" b/w "Rari"                                                             | Tower (185)           | 11                   | 8                    | Dirty Water                                           |
| 1966                                      | "Sometimes Good Guys Don't Wear White" b/w "Why Did You Hurt Me"                     | Tower (257)           | 43                   | 59                   | Dirty Water                                           |
| 1966                                      | "Ooh Poo Pah Doo" b/w "Help Yourself"                                                | Sunset (61000)        | —                    | —                    | In Person at P.J.s                                    |
| 1966                                      | "Why Pick On Me" b/w 'Mr. Nobody                                                     | Tower (282)           | 54                   | 68                   | Why Pick on Me – Sometimes Good Guys Don't Wear White |
| 1967                                      | "Don't Tell Me What to Do" (as "The Sllednats") b/w "When I Was a Cowboy"            | Tower (312)           | —                    | —                    | Non-album tracks                                      |
| 1967                                      | "Riot on Sunset Strip" b/w "Black Hearted Woman" (from Why Pick on Me)               | Tower (314)           | 133                  | —                    | Riot on Sunset Strip soundtrack / Try It              |
| 1967                                      | "Try It" b/w "Poor Shell of a Man"                                                   | Tower (310)           | —                    | —                    | Try It                                                |
| 1967                                      | "Can't Help But Love You" b/w "Ninety-Nine and A Half"                               | Tower (348)           | 78                   | 9                    | Try It                                                |
| 1968                                      | "Animal Girl" b/w "Soul Drippin'"                                                    | Tower (398)           | —                    | —                    | Non-album tracks                                      |
| 1984                                      | "60's Band" b/w "Try It II"                                                          | Telco (101)           | —                    | —                    | Non-album tracks                                      |
| "—" denotes a release that did not chart. |                                                                                      |                       |                      |                      |                                                       |